# Заклинателят 3
„Заклинателят 3“ (на английски: The Exorcist III) е американски свръхестествен филм на ужасите от 1990 г.

## Сюжет
Внимание:  Текстът по-долу разкрива сюжета на произведението (или части от него)!
Историята се развива 15 години след събитията от „Заклинателят“. Детектив Уилям Киндермън от първия филм разследва серия от брутални убийства в Джорджтаун, които приличат на дело на сериен убиец, екзекутиран по времето на екзорсизма на Макнийл.

## Актьорски състав
- Джордж Скот – Уилям Киндермън
- Ед Фландърс – отец Дайър
- Джейсън Милър – Пациент Х / Демиън Карас
- Скот Уилсън – д-р Темпъл
- Брад Дуриф – Джеймс Венъмън / Зодиакалният убиец